# ماگوس هررا

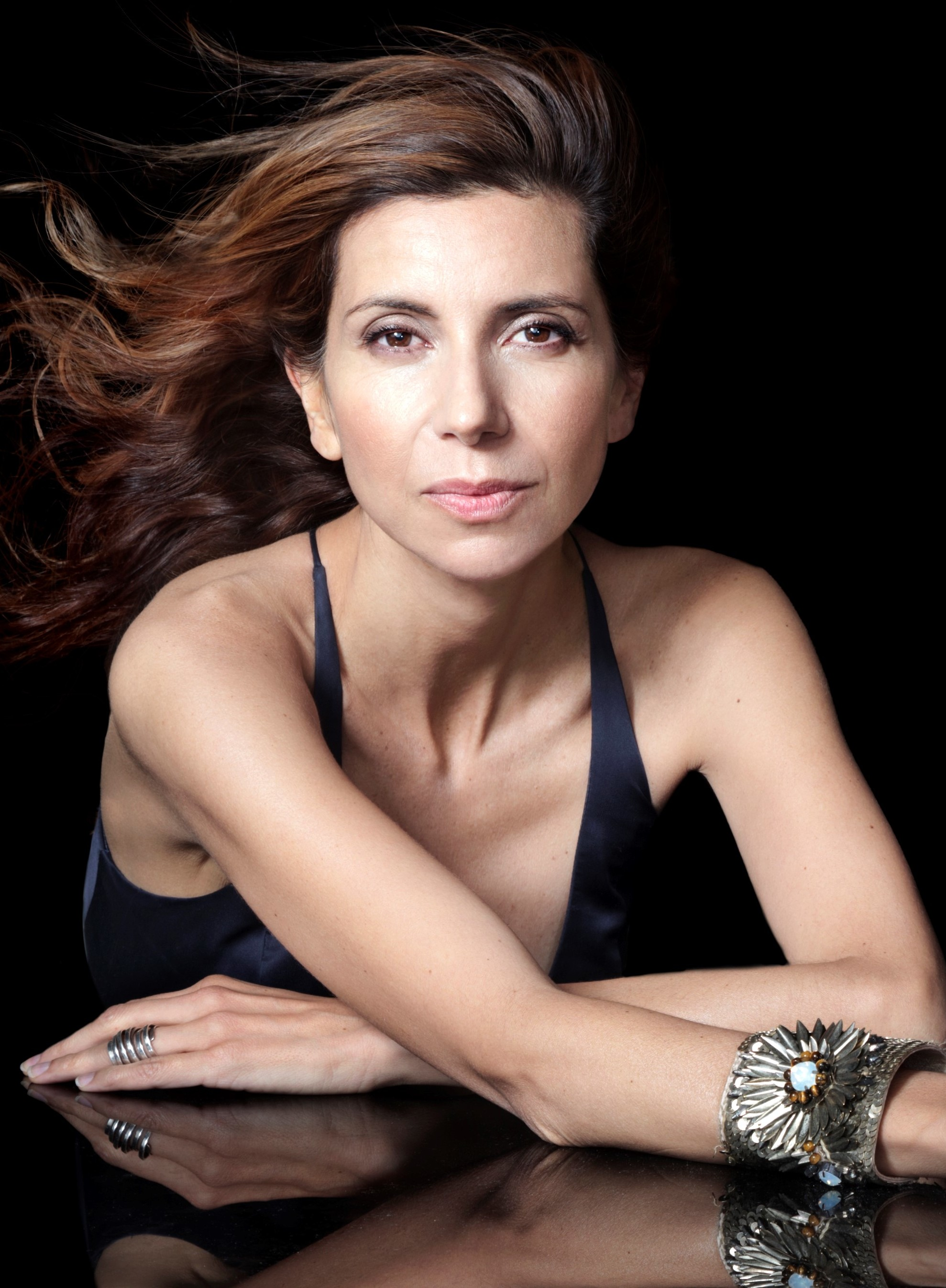

ماگوس هررا (متولد ۲۴ اکتبر ۱۹۷۰) یک خواننده جاز، تهیه‌کننده، آهنگساز و مربی مکزیکی است. او به زبان‌های انگلیسی، اسپانیایی و پرتغالی آواز می‌خواند، و با خاویر لیمون، آرون گلدبرگ، پدرو آزنار، اد سیمون تریو، جان پاتیتوچی، لیونل لوکه، لوئیس پردومو، آدام راجرز، تیم هاگانز همکاری کرده‌است. او در حال حاضر در بروکلین، نیویورک با همسرش، الکساندر کاوتز، نوازنده موسیقی جاز برزیلی زندگی می‌کند.
هررا در سال‌های ۲۰۰۶ و ۲۰۰۹ نامزد جایزه لوناس دل آئودیتوریو شد. در سال ۲۰۰۹، آلبوم او Distancia نامزد جایزه بین‌المللی گرمی برای بهترین آلبوم جاز شد. هررا سخنگوی زنان سازمان ملل برای کمپین "UNETE" برای از بین بردن خشونت علیه زنان و "او برای او" برای ترویج برابری جنسیتی است. در سال ۲۰۱۱ او به همراه میشل اوباما به عنوان یکی از مهمترین زنان سال توسط مجله Siempre Mujer شناخته شد.